# Клименко, Анатолий Иванович
Анато́лий Ива́нович Климе́нко (род. 12 ноября 1947) —  российский дипломат. Чрезвычайный и полномочный посол (2010).

## Биография
Окончил МГИМО МИД СССР (1971). На дипломатической работе с 1971 года. Владеет английским и французским языками.
Занимал различные должности в центральном аппарате МИД и загранучреждениях в Чаде, Сенегале, Мадагаскаре, Мали.
- В 1993—1997 годах — советник-посланник Посольства России в Сенегале.
- В 1998—2000 годах — начальник отдела, заместитель директора Департамента Африки МИД России.
- С 24 ноября 2000 по 3 августа 2005 года — чрезвычайный и полномочный посол Российской Федерации в Мали[1][2].
- С 30 ноября 2000 по 3 августа 2005 года — чрезвычайный и полномочный посол Российской Федерации в Нигере по совместительству[3][2].
- В 2005—2008 годах — заместитель директора Департамента безопасности МИД России.
- С 27 августа 2008 по 11 июня 2013 года — чрезвычайный и полномочный посол Российской Федерации в Демократической Республике Конго[4][5].

## Дипломатический ранг
- Чрезвычайный и полномочный посланник 2 класса (4 октября 1994)[6].
- Чрезвычайный и полномочный посланник 1 класса (24 апреля 2003)[7].
- Чрезвычайный и полномочный посол (21 мая 2010)[8].